# Stavešinci
Stavešinci – wieś w Słowenii, w gminie Gornja Radgona. W 2018 roku liczyła 82 mieszkańców.